# رستم غزالة
رستم غزالة (مواليد 3 مايو 1953 – 24 أبريل 2015) ضابط وسياسي سوري. ولد بقرية قرفا بمحافظة درعا الجنوبية.

## المسيرة المهنية
رستم غزالة هو نجل أحد أعضاء حزب البعث منذ عام 1950، التحق بالجيش العربي السوري عام 1973 برتبة ملازم أول وقائد فصيل مشاة ميكانيكية تزامنًا مع اندلاع حرب أكتوبر، إلا أنه لم يشارك في القتال على الجبهة الأمامية. في عام 1976، تلقّى تدريبًا في المدفعية والاستخبارات العسكرية في الاتحاد السوفيتي. وبين عامي 1978 و1990، خدم في الحرب الأهلية اللبنانية بصفته مراقب مدفعي، وقائد سرية، ثم قائد كتيبة مشاة ميكانيكية برتبة رائد ثم مقدم.
خلال معركة زحلة (1980–1981)، عمل كمساعد ومعاون لقائد اللواء 47 ميكانيكي. وفيما بعد، انتقل إلى فرع الاستخبارات العسكرية، وتولى إدارة منطقة عكار بين 1984 و1986، ثم إدارة منطقة بعلبك حتى عام 1988، مع احتفاظه بقيادة كتيبة ميكانيكية. وفي عام 1990، رُقّي إلى رتبة عقيد وتولّى قيادة إدارة الوجود السوري في سهل البقاع بأكمله.
في ديسمبر 2002، عيّنه الرئيس السوري بشار الأسد خلفًا للراحل غازي كنعان كرئيس للاستخبارات العسكرية السورية في لبنان. وكان يتنقل بين دمشق وسهل البقاع، حيث امتلك مقرًا في عنجر، وتُوجّه له اتهامات بالمشاركة في تجارة المخدرات والتهريب في المنطقة.
في عام 2004، ذكرت الصحفية والوزيرة اللبنانية السابقة مي شدياق إن غزالة أرسل لها تهديدًا بالقتل عبر شخصية سياسية لبنانية قائلاً إنه "سيشرب دمها". ومع اغتيال رئيس الوزراء اللبناني السابق رفيق الحريري في فبراير 2005، تعرّض النظام السوري لضغوط كبيرة. وفي نفس العام، جمدت الولايات المتحدة أصول غزالة وكنعان الخارجية بسبب تورطهم في الاحتلال السوري للبنان و"مخالفات أخرى مشبوهة". بعد ذلك، انسحب الجيش السوري المؤلف من 15 ألف جندي من لبنان، وانتقل غزالة إلى سوريا، لكن تقارير تحدثت عن استمرار تدخل الاستخبارات السورية في الشأن اللبناني، وهو ما نفته دمشق. في ما بعد، أُعلن أن كنعان انتحر في ظروف غامضة.
في سبتمبر 2005، استجوبه المحقق الدولي ديتليف ميليس بشأن اغتيال الحريري، وفي ديسمبر 2005، اتهمه نائب الرئيس السوري السابق عبد الحليم خدام بالفساد السياسي والحكم الاستبدادي في لبنان، وبأنه هدد الحريري قبل اغتياله.
بعد انسحاب القوات السورية من لبنان، قلّ ظهوره، لكنه عاد إلى الواجهة مع اندلاع الاحتجاجات في درعا عام 2011، حيث أرسله الأسد لطمأنة السكان قائلاً: "أطلقنا سراح الأطفال" في إشارة إلى المراهقين الذين اعتُقلوا بسبب كتابة شعارات مناهضة للنظام مستلهمة من الثورات العربية. وفي مايو 2011، قالت الاتحاد الأوروبي إنه كان رئيسًا لاستخبارات الجيش في ريف دمشق، وكان منخرطًا في قمع الاحتجاجات، واعتبرته جزءًا من الدائرة المقربة من الأسد.
وفي 24 يوليو 2012، تم تعيينه رئيسًا لـفرع الأمن السياسي في سوريا. ويُعتقد أنه كان معارضًا للدور البارز لحزب الله والمقاتلين الأجانب، وخاصة الإيرانيين، في الحرب السورية، وهو ما أدى إلى اعتداء حرس الفريق رفيق شحادة عليه في أوائل عام 2015، وهو الحادث الذي ساهم لاحقًا في تدهور صحته ووفاته.

## وفاته
تعرّض رستم غزالة لضرب مبرح على يد حرس الفريق رفيق شحادة، وذلك إثر خلاف نشب بينهما حول الدور الإيراني في هجوم جنوب سوريا عام 2015. وبعد مرور شهرين، ظهرت تقارير تفيد بأن غزالة توفي في 24 أبريل 2015 متأثرًا بإصابته البالغة في الرأس، والتي تسببت في دخوله حالة موت سريري استمرت عدة أسابيع قبل وفاته الفعلية.
أفاد مصدر مقرّب من مسؤولين في الحكومة السورية بأن الخلاف كان يتعلق بـتهريب الوقود، في حين رجّح صحفي لبناني أن غزالة قد تم "التخلّص منه" بسبب الدور المحتمل الذي كان يمكن أن يلعبه في المحكمة الخاصة بلبنان. كما صرّح سعد الحريري بأن غزالة اتصل به عشية تعرضه للضرب، معبرًا عن رغبته في الظهور على شاشة التلفاز لكشف تفاصيل متعلقة بالمحكمة الدولية الخاصة بلبنان، في حين رأى أحد المحللين أن غزالة أدرك أن نهاية النظام السوري باتت قريبة، وكان ينوي الانشقاق.
لم تنشر وسائل الإعلام الرسمية السورية خبر وفاة غزالة. بينما في 24 أبريل 2015، أعلنت قناة الميادين عن وفاة رستم غزالة.